# Niaz Ahmed Naik
Niaz Ahmed Naik (* 31. Mai 1926; † 6. August 2009 in Islamabad) war ein pakistanischer Diplomat.

## Leben
Er war Master der University of the Punjab und trat im September 1949 in den auswärtigen Dienst. Von 1951 bis 1955 wurde er in Sydney beschäftigt. Von 1955 bis 1959 wurde er in New York City beschäftigt. Von 1960 bis 1963 wurde er in Rangoon beschäftigt. Von 1963 bis 1965 wurde er in Bad Godesberg beschäftigt. Von 1965 bis 1967 wurde er in Genf beschäftigt. Von 1967 bis 1970 war er Generaldirektor bei den Vereinten Nationen. Niaz Ahmed Naik leitet von 1971 bis 1974 die pakistanische Mission beim Büro der Vereinten Nationen in Genf. Von 1974 bis 1978 war er Additional Secretary bei den Vereinten Nationen. Er leitete von 1978 bis 1982 die pakistanische Mission beim UN-Hauptquartier. Von 11. Juli 1982 bis 30. Mai 1986 war er Staatssekretär im pakistanischen Außenministerium. Von 1986 bis 1990 war er Botschafter in Paris und Vertreter der pakistanischen Regierung bei der UNESCO. Von September 1988 bis 1989 war er Botschafter in Neu-Delhi.
Er galt als einer der Architekten der Konfliktschlichtung des Kargil-Krieg im Mai Juni 1999. Naik wurde tot in seiner Wohnung aufgefunden. Am zwei bis drei Tage toten Körper wurden im Pakistan Institute of Medical Sciences (PIMS) ein gebrochener Unterkiefer, gebrochene Rippen und Traumata an den Lungen und der Leber festgestellt. Ein Sprecher des PIMS schloss Mord als Todesursache nicht aus, erklärte aber, dass die ersten medizinischen Voruntersuchungen die Zweifel an einem Mord nach Folter gestärkt hätten.